# Tres Zapotes Dos a
Tres Zapotes Dos a är en ort i Mexiko.   Den ligger i kommunen Santiago Tuxtla och delstaten Veracruz, i den sydöstra delen av landet, 400 km öster om huvudstaden Mexico City. Tres Zapotes Dos a ligger 7 meter över havet och antalet invånare är 168.
Terrängen runt Tres Zapotes Dos a är mycket platt, och sluttar västerut. Runt Tres Zapotes Dos a är det ganska tätbefolkat, med 70 invånare per kvadratkilometer. Närmaste större samhälle är Angel R. Cabadas, 19,8 km norr om Tres Zapotes Dos a. Omgivningarna runt Tres Zapotes Dos a är en mosaik av jordbruksmark och naturlig växtlighet.